# مالكوم برابانت
مالكوم برابانت (بالإنجليزية: Malcolm Brabant)‏ هو صحفي بريطاني، ولد في 1955 في ويلسدن ‏ في المملكة المتحدة.